# Jugoslavenski nogometni savez
Jugoslavenski nogometni savez (JNS) osnovan je 15. travnja 1919. godine u Zagrebu u kavani Medulić. Kasnije preimenovan u Nogometni Savez Jugoslavije (srpski: Фудбалски Савез Југославије / Fudbalski Savez Jugoslavije, slovenski: Nogometna zveza Jugoslavije; makedonski: Фудбалски Сојуз на Југославија, alb. Federata e Futbollit e Jugosllavisë, mađ. Jugoszláv labdarúgó-szövetség). Sjedište Saveza je do 16. ožujka 1930. godine bilo u Zagrebu, a tada je preseljeno u Beograd.

## Osnivanje Saveza
Na osnivačkoj sjednici bila su zastupljena nogometna središta: Beograd, Karlovac, Niš, Novi Sad, Osijek, Požega, Sisak, Skoplje, Slavonski Brod, Split, Valjevo, Varaždin i Zagreb (7 zagrebačkih klubova). Osnivačku sjednicu vodio je Hinko Würth koji je izabran za prvog predsjednika JNS-a. Prvim tajnikom Saveza postao je dr. Fran Šuklje. Priznata su nogometna pravila koja je preveo dr. Milovan Zoričić. Prof. Franjo Bučar je predviđen za predstavnika u FIFA-i, a izbornikom reprezentacije je postao Veljko Ugrinić.

## Nazivi kroz povijest
JNS je promijenio naziv 1930. godine u “Nogometni Savez Jugoslavije“. Od 1. listopada 1939. godine do 6. travnja 1941. Godine nosio je naziv „Vrhovni nogometni savez Jugoslavije“. 1945. godine osnovan je Odbor za nogomet pri “Fiskulturnom odboru Jugoslavije“, a potom “Fiskulturni savez Jugoslavije“ (FISAJ). Od 8. rujna 1948. godine do 1991. godine nosio je naziv „Nogometni savez Jugoslavije“.

## Član međunarodnih nogometnih saveza
JNS je privremenim članom FIFA-e postao 4. svibnja 1921. godine, a stalnim članom 20. svibnja 1923. godine. 1927. godine je primljen u Srednjoeuropski kup. Član UEFA-e je od 1954. godine.

## Podsavezi

### 1919. – 1939.
JNS je 1920. godine imao 130 nogometnih klubova (Bačka i Banat 5, Bosna i Hercegovina 14, Dalmacija 12, Hrvatska i Slavonija 82, Slovenija 9 i Srbija 8). Veliki broj klubova otežalo je rad Saveza pa su osnovani nogometni podsavezi:
- Zagrebački nogometni podsavez, ZNP (8. rujna 1919.)
- Splitski nogometni podsavez, SNP (7. ožujka 1920.)
- Beogradski loptački podsavez, BLP (12. ožujka 1920.)
- Ljubljanski nogometni podsavez, LNP (slovenski: Ljubljanska nogometna podzveza) (23. travnja 1920.)
- Subotički loptački podsavez, SLP (3. listopada 1920.)
- Sarajevski nogometni podsavez (1920.)

Zbog stalnog povećanja broja novoosnovanih klubova JNS je donosio odluke o osnivanju novih podsaveza izdvajajući ih iz teritorija postojećih podsaveza:
- Osječki nogometni podsavez, ONP (16. ožujka 1924.)
- Skopski nogometni podsavez (1927.)
- Novosadski loptački podsavez (1929.)
- Velikobečkerečki nogometni podsavez, VBNP (1929.), kasnije promijenio naziv u Petrovgradski nogometni podsavez (1935.)
- Cetinjski nogometni podsavez (8. ožujka 1931.)
- Niški loptački podsavez (8. ožujka 1931.)
- Banjalučki nogometni podsavez (13. ožujka 1933.)
- Kragujevački loptački podsavez

### 1939. – 1941.
Preseljenje Saveza iz Zagreba u Beograd 1930. godine dovelo je do rascjepa unutar Saveza, te je 1939. godine došlo do osnivanja triju nogometnih saveza unutar Vrhovnog nogometnog saveza Jugoslavije:
- Hrvatski nogometni savez
- Slovenski nogometni savez (slovenski: Slovenačka nogometna zveza)
- Srpski loptački savez

### 1945. – 1991.
1945. godine osnivaju se republički Fiskulturni odbori, a od 1948. godine nastaju republički i pokrajinski nogometni savezi koji su udruženi u Nogometni savez Jugoslavije
- Nogometni savez Crne Gore (srpski: Fudbalski savez Crne Gore)
- Nogometni savez SR Bosne i Hercegovine (ili srpski: Fudbalski savez SR Bosne i Hercegovine)
- Nogometni savez Hrvatske
- Nogometni savez Kosova (albanski: Federata e Futbollit e Kosovës)
- Nogometni savez Makedonije (makedonski: Fudbalski Sojuz na Makedonija)
- Nogometni savez Slovenije (slovenski: Nogometna zveza Slovenije)
- Nogometni savez Srbije (srpski: Fudbalski savez Srbije / Фудбалски савез Србијe)
- Nogometni savez Vojvodine (srpski: Fudbalski savez Vojvodine / Фудбалски савез Војводине), 9. siječnja 1949.[1]

## Natjecanja

### 1923. – 1941.
JNS svoje prvo prvenstveno natjecanje po kup sustavu organizira 1923. godine u kojem sudjeluju prvaci nogometnih podsaveza (Zagrebački, Splitski, Beogradski, Ljubljanski, Subotički i Sarajevski). Prvo natjecanje po liga sustavu organizirano je 1927. godine. 1939. godine organiziraju se zasebna prvenstva Hrvatskog, Slovenskog i Srpskog nogometnog saveza, a najbolje momčadi se u završnici bore za prvaka Jugoslavije. Najuspješnije momčadi u prvenstvima od 1923. do 1941.  su beogradski BSK i zagrebački Građanski s po pet naslova prvaka.

### 1946. – 1991.
Od sezone 1946./47. do 1990./91. igra se ligaški sustav natjecanja gdje najlošije momčadi prelaze u niži razred natjecanja, a najbolje momčadi nižeg razreda u viši razred. Najuspješnije momčadi u prvenstvima od 1946./47. do 1990./91.  godine su beogradski klubovi Crvena zvezda (18 naslova prvaka), Partizan (11), te splitski Hajduk  (7) i zagrebački Dinamo  (4). Savez je u razdoblju od 1947. do 1991. godine organizirao i kup natjecanje pod imenom Kup maršala Tita. 

## Reprezentacija
Jugoslavenska nogometna reprezentacija je do sredine 1991. godine odigrala više od 500 utakmica. Najveći uspjeh na svjetskim prvenstvima bio je plasman u poluzavršnicu 1930. godine, te 4. mjesto 1962. godine. Europski doprvak bila je 1960. i 1968. godine. Osvojila je 5 olimpijskih medalja, 4 u nizu: srebro 1948., 1952., i 1956., zlato 1960. i broncu 1984. godine.

## Zanimljivo
Osnivačka sjednica sazvana je s ciljem osnivanja Hrvatskog nogometnog saveza. Zagrebačke dnevne novine najavljivale su osnivanje Hrvatskog nogometnog saveza za 15. travnja 1919. godine, na mramornoj ploči na zgradi bivše kavane Medulić postavljenoj u povodu pedest godišnjice Saveza uklesan je 14. travnja 1919. godine kao nadnevak osnivanja JNS-a, a u zapisniku što je pripremljen tek 24. travnja 1919. godine spominje se 13. travnja 1919. godine. Osnivanje saveza odmah su podržali zagrebački klubovi Građanski, HAŠK, Concordia, Ilirija, Croatia, Šparta, Slavija i Slaven (prema nekim izvorima i Segesta iz Siska), a ostali klubovi počeli su se pridruživati Savezu 8. rujna 1919. godine.